# باول لازاروس
باول لازاروس (بالإنجليزية: Paul Lazarus)‏ (6 سبتمبر 1957 في المملكة المتحدة - ) هو لاعب كرة قدم بريطاني في مركز الهجوم. لعب مع اتش آي اف كي وتشارلتون أثلتيك وفينبا وماديستون يونايتد ‏ وKoparit ‏ ونادي ويمبلدون ونادي تشيلمسفورد ونادي فيشر أثليتيك وFC Kontu ‏ ونادي داغنهام ‏ وIF Gnistan ‏.